# Ligia Sandoval
Ligia Sandoval é uma telenovela venezuelana exibida em 1981 pela Venevisión.

## Elenco
- Lupita Ferrer ...  Ligia Sandoval
- José Bardina ...  Luis Gerardo
- Diego Acuña
- Sun-Ling Antonetti
- Olga Castillo
- Luis Colmenares
- Helianta Cruz
- Renee de Pallas
- Manuel Escolano
- Elena Fariaz
- Fernando Flores